# Margaret Forster
Margaret Forster (* 25. Mai 1938 in Carlisle; † 8. Februar 2016 in London) war eine britische Lehrerin, Journalistin und Schriftstellerin.

## Biographie
Sie studierte Geschichte am Somerville College in Oxford. Neben ihren bei Penguin Books veröffentlichten Romanen erschienen Biographien. 1975 wurde sie Mitglied der Royal Society of Literature.
Sie war mit dem Schriftsteller und Radiojournalisten Hunter Davies verheiratet und hatte drei Kinder.

## Bibliographie

### Romane
- 1979 Mother Can You Hear Me?
  - Es sind die Töchter, die gefressen werden. Übers. Margarete Längsfeld, Ehrenwirth Verlag, München 1982.
- 1989 Have the Men Had Enough?
  - Ich glaube, ich fahre in die Highlands. Übers. Sylvia Höfer, Arche Verlag, Zürich 1990.
- 1990 Lady’s Maid
  - Die Dienerin. Übers. Dietlind Kaiser, Arche Verlag, Zürich 1992.
- 1991 Battle for Christabel
  - Christabel. Übers. Dietlind Kaiser, Arche Verlag, Zürich 1991.
- 1994 Mother’s Boys
  - Nichts wird mehr sein, wie es war. Übers. Roseli und Saskia Bontjes van Beek, Arche Verlag, Zürich 1996.
- 1996 Shadow Baby
  - Schattenkinder. Übers. Roseli und Saskia Bontjes van Beek, Arche Verlag, Zürich 2001.
- 1999 The Memory Box
  - Das Vermächtnis meiner Mutter. Übers. Roseli und Saskia Bontjes van Beek, Arche Verlag, Zürich 1999.
- 2003 Diary of an Ordinary Woman 1914–1995
  - Ich warte darauf, daß etwas geschieht. Übers. Roseli und Saskia Bontjes van Beek, Arche Verlag, Zürich 2005, ISBN 3-7160-2338-8. Hörbuch gelesen von Eva Mattes, Arche Verlag 2005
- 2006 Keeping the World Away
  - Ein Zimmer, sechs Frauen und ein Bild. Übers. Brigitte Walitzek, Arche Verlag, Zürich 2006, ISBN 3-7160-2355-8.
- 2007 Over
  - Miranda. Übers. Saskia Bontjes van Beek, Arche Verlag, Zürich 2007, ISBN 978-3-7160-2371-6.
- 2010 Isa and May
  - Isa & May. Übers. Saskia Bontjes van Beek, Arche Verlag, Zürich 2011, ISBN 978-3-7160-2638-0.
- 2013 The Unknown Bridesmaid
  - Das dunkle Kind. Übers. Saskia Bontjes van Beek, Arche Verlag, Zürich 2014, ISBN 978-3-7160-2699-1.

### Nicht übersetzt
- 1964 Dames' Delight
- 1965 The Bogeyman
- 1965 Georgy Girl
- 1967 Travels of Maudie Tipstaff
- 1967 Girl Called Fathom
- 1968 The Park
- 1969 Miss Owen-Owen is at Home
- 1970 Fenella Phizackerley
- 1971 Mr Bone’s Retreat
- 1974 Seduction of Mrs Pendlebury
- 1976 Malowana Lala
- 1980 The Bride of Lowther Fell
- 1981 Marital Rites
- 1986 Private Papers
- 2005 Is There Anything You Want?

### Memoiren und Historien
- 1973 The Rash Adventurer: the rise and fall of Charles Edward Stuart
- 1978 Memoirs of a Victorian Gentleman: William Makepeace Thackeray
- 1984 Significant Sisters: the Grassroots of Active Feminism 1839–1939
- 1988 Elizabeth Barrett Browning: a biography
- 1993 Daphne du Maurier: the Secret Life of the Renewned Storyteller
  - Daphne du Maurier: ein Leben. Übers. Einar Schlereth & Brigitte Beier, Arche Verlag, Zürich 1994.
- 1995 Hidden Lives: a Family Memoir
  - Familiengeheimnisse. Übers. Dietlind Kaiser, Arche Verlag, Zürich 1997.
- 1998 Precious Lives, Fortsetzung von Hidden Lives
  - Dieses so kostbare Leben. Übers. Roseli und Saskia Bontjes van Beek, Arche Verlag, Zürich 2002, ISBN 3-7160-2296-9.
- 1997 Rich Desserts and Captain’s Thin: a Family and Their Times 1831–1931
- 2001 Good Wives? Mary, Fanny, Jennie & Me 1845–2001
- 2014 My Life in Houses
  - Mein Leben in Häusern. Übers. Susanne Höbel, Arche Verlag, Zürich 2015, ISBN 978-3-7160-2736-3.

### Drehbücher
- 1966 Georgy Girl
- 2007 Daphne

## Auszeichnungen
- 2007 Roman Over nominiert für den Orange Prize for Fiction in der Kategorie Bester Roman